# Crveno utvrđenje
Crveno utvrđenje (hinduski: लाल क़िला, urdu: لال قلعہ, Lal Qila) kompleks je utvrđenje mogulskog vladara Šaha Džahana iz 16. veka u Delhiju (Indija). Utvrđenje je služilo kao kraljevska rezidencija mogulskih vladara sve do 1857. godine kada su Britanci proterali poslednjeg vladara, Bahadura Šaha Zafara. Upisana na Uneskov spisak mesta svetske baštine u Aziji i Okeaniji 2007. godine.

## Etimologija
Ime Crvena tvrđava je prevod sa hindustanskog naziva Lāl Qila, koji je izveden iz boje crvenih peščaničnih zidova objekta. Kao rezidencija carske familije, tvrđava je originalno bila poznata kao „Blagoslovljena tvrđava” (Qila-i-Mubārak). Tvrđava u Agri je isto tako poznata kao Lāl Qila.

## Istorija
Mogulski car Šah Džahan je započeo izgradnju masivnog utvrđenja 1638. godine, a dovršena je 10 godina kasnije (1648). Izgledom je Crvena tvrđava reorganizovala i zadržala integritet starijeg utvrđenja Salimgar (koje je izgradio Islam Šah Suri 1546. godine), pored koje je izgrađena. Utvrđenje se nalazi uz reku Jamuna koja ispunjava opkope koji okružuju većinu njenih zidina. Izvorno je nazvana Qila-i-Mubarak („Blagoslovljena utvrda”), jer bila rezidencija kraljevske porodice, a kasnije je prozvana „Crvenom” zbog boje njenih zidina od crvenog peščara.
Crveno utvrđenje je bilo žarište srednjevekovnog grada Šahjahanabada (Stari Delhi), a njezin plan i estetika predstavljaju vrhunac kreativnosti Mogula koji su doživeli vrhunac za vreme vladavine cara Šaha Džahana. On je u nju preselio svoju prestolnicu iz Agre kako bi veličao svoju vladavinu ambicioznim programom izgradnje. Kasnije značajne faze njenog razvoja bile su za vreme vladavine Aurangzeba i kasnijih vladara.
Dana 11. marta 1783. godine, Siki su nakratko ušli u Delhijsku Crvenu tvrđavu i zauzeli Divan-I-Am (Dvoranu za prijeme). Zadnji mogulski car koji je stanovao u utvrđenju je bio Bahadur Šah II „Zafar”. Važne fizičke promene su sprovedene nakon Indijske pobune 1857. godine, nakon koje je postala vojno britansko utvrđenje. Čak i nakon nezavisnosti, značajan deo utvrđenja je ostao pod kontrolom indijske vojske do 2003. godine.
Danas je Crveno utvrđenje jedna od najpopularnijih turističkih odredišta u Delhiju koja privlači hiljade posetilaca svake godine. Utvrđanje je takođe i mesto sa kojeg se premier Indije obraća naciji 15. avgusta, na dan Indijske nezavisnosti od Britanaca.

## Odlike
Crveno utvrđenje ima vrlo visok nivo umetničkog oblikovanja i dekoracije, koje su sinteza persijske, evropske i indijske umetnosti, a koji je rezultirao u razvoju jedinstvenog, tzv. „Šahdžahanskog stila” koji je vrlo bogat oblicima i bojama. Pored toga, Crveno utvrđenje u Delhiju je jedna od najvažnijih arhitektonskih kompleksa u Indiji, koji predstavlja dugo razdoblje indijske istorije i umetnosti.
Zidovi utvrđena glatko su obloženi crvenim peščenjakom s ukrasnim reljefima, dok su gornji delovi jače artikulisani frizovima i izraženjim oblicima tornjeva i tornjića. Zidine su otvorene na dva glavna portala: Delhijska vrata i Vrata Lahorea. Vrata Lahore su glavni ulaz koji vodi do duge pokrivene ulice bazara Čata Čovk, čiji su zidovi obloženi postoljima za trgovine. Čata Čovk vodi do velikog otvorenog prostora koji preseca ulica u pravcu sever-jug, koja je izvorno delila vojne funkcije utvrđenja na zapadu, i deo s palatom na njegovom istoku. Na južnom kraju ove ulice su Delhijska vrata.
U dvorištu se nalaze najvažnije građevine Crvenog utvrđenja:
- Divan-i-Kas je kvadratna dvorana za privatni prijem, potpuno obložena mramorom s velikim tremom, i stubovima ukrašenim cvetnim rezbarijama i inkrustacijama od poludragog kamenja. S njene jedne strane nalaze se privatne prostorije cara, dok su s druge strane Kraljevska kupatila (hamam).
- Zapadno od hamama se nalazi džamija Moti Masjid („Biserna džamija”) koja je izgrađena 1659. godine kao privatna džamija cara Aurangzbega. Ona je mala četvrtasta građevina s tri kupole i trolučnim pročeljem koje se stepeništem spušta do dvorišta.
- Dva najjužnija paviljona u dvorištu su zenane, tj. „ženske odaje”: Mumtaz Mahal (dans muzej) i veliki raskošni Rang Mahal koji je slavan po pozlaćenom svodu i mramornom bazenu.
- Hajat Bakš Bag („Živototvorni vrt”) je veliki formalni vrt koji presecaju dva unakrsana kanala. Na dve strane ima po paviljon, a u njegovom središtu je posljednji mogulski vladar izgradio treći.
- Nahr-i-Behišt („Rajski potok”) je kontinuirani kanal s vodom koji povezuje privatne prostorije kraljevske porodice iza prestolja. On se opskrbljuje vodom iz reke Jamun kroz severoistočni ugaoni toranj utvrđenja, Šah Burj („Šahov toranj”).
- Iza delhijskih vrata nalazi se još jedno dvorište s paviljonom Divan-i-Aam koji je služio kao dvorana za javni prijem. Njegovi stubovi na tremu su oslikani zlatom, a zlatna i srebrna pregrada je delila javni prostor od prestolja u obliku ukrašenog balkona (jaroka).

- Ukrasni stubovi u utvrđenju
- Moti Masjid
- Rang Mahal
- Rang Mahal iznutra
- Prestolje u Divan-i-Amu

## Literatura
- Asher, Catherine Ella Blanshard (2003) [1992]. Architecture of Mughal India. The New Cambridge History of India. I: 4. Cambridge University Press. стр. 368. ISBN 978-0521267281.
- Eraly, Abraham (2000). Emperors of the Peacock Throne: The Saga of the Great Mughals. Penguin Books India. ISBN 978-0141001432.
- Findly, Ellison Banks (1993). Nur Jahan: Empress of Mughal India. Oxford University Press. ISBN 978-0195360608.
- Koch, Ebba (2006). The Complete Taj Mahal: And the Riverfront Gardens of Agra. London: Thames & Hudson Ltd. ISBN 978-0500342091.
- Nicoll, Fergus (2009). Shah Jahan: The Rise and Fall of the Mughal Emperor. London: Haus. ISBN 978-1906598181.
- Prasad, Beni (1930) [1922]. History of Jahangir (2nd изд.). Allahabad: The Indian Press.
- Richards, John F. (1993). The Mughal Empire. The New Cambridge History of India. V. Cambridge University Press. ISBN 978-0521566032.
- Sen, Sailendra (2013). Textbook of Medieval Indian History. Primus Books. ISBN 978-9380607344.
- Sarkar, Jadunath (1960). Military History of India. Orient Longman. стр. 66—67. ISBN 9780861251551.
- Verma, Amrit (1985). Forts of India. New Delhi: The Director of Publication Division, Ministry of Information and Broadcasting, Government of India. стр. 78-80. ISBN 81-230-1002-8.
- „The Akbarnama of Abul Fazl Vol. 2”. 1907.
- „Agra Fort (1983), Uttar Pradesh – Archaeological Survey of India”. Архивирано из оригинала 3. 12. 2009. г. Приступљено 19. 5. 2013.
- Sinha, Shashank Shekhar (2021). Delhi, Agra, Fatehpur Sikri: Monuments, Cities and Connected Histories. Pan Macmillan. стр. 88. ISBN 9789389104097.
- „The Explosion at Agra”. The Illustrated London News. 6. 1. 1872. стр. 9—10. Приступљено 28. 12. 2020.
- Chapra, Muhammad Umer (2014). Morality and Justice in Islamic Economics and Finance. Edward Elgar Publishing. стр. 62—63. ISBN 978-1-78347-572-8. „Aurangzeb (1658–1707). Aurangzeb’s rule, spanning a period of 49 years”
- Bayly, C.A. (1990). Indian society and the making of the British Empire (1st pbk. изд.). Cambridge [England]: Cambridge University Press. стр. 7. ISBN 9780521386500.
- Turchin, Peter; Adams, Jonathan M.; Hall, Thomas D (децембар 2006). „East-West Orientation of Historical Empires”. Journal of World-Systems Research. 12 (2): 223. ISSN 1076-156X. Приступљено 12. 9. 2016.

## Spoljašnje veze
- Red Fort, Delhi (језик: енглески)
- Fotografije Crvene utvrde (Red Fort)
- Delhi Tourism | Red Fort